# Konkurrenceret
Konkurrenceret, konkurrencelovgivning, antitrustlovgivning (engelsk antitrust) er en juridisk disciplin, der regulerer konkurrence mellem virksomheder. Det er en gren af erhvervsretten, der har til formål at sikre fair og lige konkurrence.

## Historie
I moderne tid blev konkurrenceret formaliseret i det 19. århundrede med vedtagelsen af antitrustlovgivning i USA.
Begrebet opstod i forbindelse med de store monopoldannelser på transportområdet i USA (jernbanerne).

## Formål
Formålet med konkurrenceret er at sikre, at virksomheder konkurrerer på lige vilkår. Dette opnås ved at forhindre praksis, der begrænser konkurrencen, såsom karteldannelse, misbrug af dominerende stilling og ulovlig fusion.

## Anvendelse
Konkurrenceretten anvendes på en række områder, herunder:
- Karteldannelse: Konkurrenceretten forbyder virksomheder at indgå aftaler, der begrænser konkurrencen, såsom prisaftaler eller markedsdelingsaftaler; karteller udgør de alvorligste konkurrencebegrænsninger.[4]
- Misbrug af dominerende stilling: Virksomheder, der har en dominerende stilling på markedet, må ikke misbruge denne stilling til at begrænse konkurrencen.[5]
- Fusioner og opkøb: Konkurrenceret regulerer fusioner og opkøb for at forhindre, at de skaber en dominerende stilling, der kan begrænse konkurrencen.[6]

Meget konkurrenceret er reguleret af EU's retskater.

## Konkurrenceret i Danmark
I Danmark er konkurrenceretten reguleret af konkurrenceloven og markedsføringsloven. Konkurrenceloven håndhæves af Konkurrence- og Forbrugerstyrelsen; loven indeholder regler om forbud mod konkurrencebegrænsende aftaler, misbrug af dominerende stilling og kontrol med fusioner og opkøb.